# Thomas J. Reese
Msgr Thomas J. Reese, (nacido en 1945) es un sacerdote católico jesuita estadounidense, además de escritor y periodista. Fue analista senior en Religion News Service, columnista de National Catholic Reporter y también editor en jefe del semanario católico América . Sus ideas le sitúan cerca de la excomunión.

## Vida y obra
Reese ingresó a la Compañía de Jesús en 1962 y fue ordenado sacerdote en 1974. Recibió un Doctorado en Filosofía grado en ciencias políticas de la Universidad de California, Berkeley.
Fue editor asociado de   América  de 1978 a 1985, miembro senior del Woodstock Theological Center de 1985 a 1998, y editor en jefe de  América  de 1998 a 2005. Durante un período de cinco años a partir del cambio de milenio, Reese adoptó varias posturas en desacuerdo con la enseñanza católica oficial en asuntos tales como homosexualidad, celibato sacerdotal, control de la natalidad y el debate sobre el aborto.
Renunció a "América" en 2005. El  National Catholic Reporter  afirmó que la renuncia de Reese fue forzada por el Vaticano, aunque "América" y la Compañía de Jesús en Roma lo negaron. Posteriormente pasó un año sabático en la Universidad de Santa Clara, donde continúa contribuyendo durante los veranos como académico visitante en el Markkula Center for Applied Ethics.
En 2006 regresó como becario en el Woodstock Theological Center en Washington D. C. Reese escribió para el "National Catholic Reporter" de 2013 a 2017, y fue analista senior allí. En 2017, se convirtió en analista senior en Religion News Service. Fue nombrado miembro de la Comisión de Libertad Religiosa Internacional de los Estados Unidos por el presidente Barack Obama en 2014 y en 2016 fue elegido presidente de la comisión. Su mandato como comisionado expiró a finales de mayo de 2018.

## Vistas
En 2018, argumentó que el movimiento provida debería apoyar el control de la natalidad como un "menor de dos males" para reducir el número de abortos. También argumentó que  Humanae vitae  fue un 'error' ya que la mayoría de católicos estadounidenses lo ignoran, y que prohibir la anticoncepción era 'un insulto a todas las buenas personas que han usado anticonceptivos en algún momento de sus vidas ”. El cardenal Timothy Dolan expresó sus "serias reservas" a la estrategia propuesta por Reese, "considerándola una capitulación a la cultura del aborto y un grave debilitamiento del poderoso testimonio pro-vida".
En un editorial de 2021, Reese describió varias reformas litúrgicas que le gustaría ver, y criticó la Misa tridentina así como el documento de 2007 del Papa Benedicto Summorum Pontificum que le dio al sacerdote la opción de celebrar la Misa en latín sin permiso del obispo. Reese dijo que le gustaría que los obispos prohibieran el uso de la Misa Tridentina en su diócesis e impidieran que los jóvenes asistieran a ella. El artículo provocó una fuerte reacción de  Católicos tradicionalistas, quienes dijeron que Reese estaba siendo hipócrita y alentaba el autoritarismo para tratar con personas con las que no estaba de acuerdo.

## Publicaciones

### Libros
- The Politics of Taxation. Westport, CT: Greenwood Press, 1980.
- Archbishop: Inside the Power Structure of the American Catholic Church, San Francisco: Harper & Row, 1989.
- Episcopal Conferences: Historical, Canonical, and Theological Studies (editor), Washington, DC: Georgetown University Press, 1989.
- The Universal Catechism Reader (editor), San Francisco: HarperCollins, 1990.
- A Flock of Shepherds: The National Conference of Catholic Bishops, Kansas City, MO.: Sheed & Ward, 1992.
- Inside the Vatican: The Politics and Organization of the Catholic Church,  Cambridge, MA.: Harvard University, 1996.
In Het Vaticaan: De Organisatie van de Macht in de Katholieke Kerk, Amsterdam: Uitgeverij Bert Bakker, 1998.
Im Inneren des Vatikan: Politik und Organisation der katholischen Kirche, Frankfurt am Main: S. Fischer, 1998.
O Vaticano por dentro: A Política e a Organização da Igreja Católica, Bauru, Brasil: Editora da Universidade do Sagrado Coração, 1999.
No Interior do Vaticano: A Política e Organização da Igreja Católica, Portugal: Publicações Europa-América, Lda., 1998.
- NCR eBook, Caring for Our Common Home: A Readers’ Guide and Commentary on Pope Francis’ Encyclical on the Environment (2015).[4]

### Monografías
- Communication II: Decision-Making Examined,  Jesuit Self-Study California/Oregon Provinces, 1969.
- The Generation Gap,  Jesuit Self-Study California/Oregon Provinces, 1971.
- 95th Congress Rated on Tax Reform, Arlington, VA: Taxation with Representation, 1978.
- Co-Discipleship in Action: Bishops and Laity in Dialogue, Woodstock Theological Center, 1991.

### Artículos y columnas
- Articles in America magazine
- "This Catholic View" for Washington Post's Georgetown/On Faith site
- Articles in the National Catholic Reporter
- Columns at Religion News Service Archivado el 3 de marzo de 2018 en Wayback Machine.